# Constance Kamii
Constance Kazuko Kamii (Ginebra, 14 de marzo de 1931 – 28 de abril de 2023) fue una psicóloga, pedagoga y profesora universitaria estadounidense. Especializada en educación matemática y en la aplicación de la teoría constructivista de Jean Piaget a la enseñanza, desarrolló programas de aritmética para la educación infantil y primaria. Fue profesora en la Universidad de Alabama en Birmingham.

## Biografía
Kamii nació en Ginebra, Suiza, y cursó la educación primaria en ese país y en Japón. Realizó la enseñanza secundaria en Los Ángeles, California. En 1955 obtuvo el título de Bachelor of Arts en sociología por el Pomona College. En 1957 obtuvo el Master of Arts y en 1965 el doctorado (Ph.D.) en educación y psicología por la Universidad de Míchigan.
Entre 1966 y 1967 realizó estudios posdoctorales en la Universidad de Ginebra, trabajando con Jean Piaget, Bärbel Inhelder y Hermina Sinclair.

## Carrera
Antes de incorporarse a la Universidad de Alabama en Birmingham (UAB), Kamii trabajó como profesora asociada en la Universidad de Illinois en Chicago y participó en el proyecto Perry Preschool (1964-1966). En 1984 se unió al cuerpo docente de UAB, donde enseñó en el programa de Educación Infantil del Departamento de Currículo e Instrucción. Se jubiló en 2017 con el título de profesora emérita.

## Contribuciones
Kamii promovió un enfoque constructivista en la enseñanza de las matemáticas, basado en la teoría de Jean Piaget y centrado en la autonomía cognitiva del niño.
En 1997, en el Journal of Mathematical Behavior, presentó datos que muestran que niños que no habían sido instruidos con algoritmos convencionales de “llevar” y “pedir prestado” obtuvieron mejores resultados en pruebas de cálculo mental y mostraron un razonamiento más lógico.
En 1998, junto con Ann Dominick, publicó el capítulo The Harmful Effects of Algorithms in Grades 1–4 en el anuario del National Council of Teachers of Mathematics (NCTM). En él concluyen que los algoritmos escolares pueden “desaprender” el valor posicional y dificultar el desarrollo del sentido numérico en los niños.
Kamii también exploró estos temas desde una perspectiva teórica en Piaget’s Theory and the Teaching of Arithmetic (1996), publicado en Prospects, donde argumenta que aunque la enseñanza tradicional de algoritmos es más sencilla, es menos efectiva para fomentar una comprensión matemática profunda.

## Obras seleccionadas
- Physical Knowledge in Preschool Education (con Rheta DeVries), 1978.
- Group Games in Early Education (con Rheta DeVries), 1980.
- Number in Preschool and Kindergarten, 1982.
- Young Children Reinvent Arithmetic (1.º de primaria), 1985 y ediciones posteriores.
- Young Children Continue to Reinvent Arithmetic (2.º y 3.º de primaria).

## Legado
Las propuestas de Kamii han influido en enfoques constructivistas de la educación matemática y en programas de formación docente en diversos países. Sus libros y talleres han sido utilizados en contextos escolares para fomentar la resolución de problemas y la cooperación en el aula.